# Harry Pussy

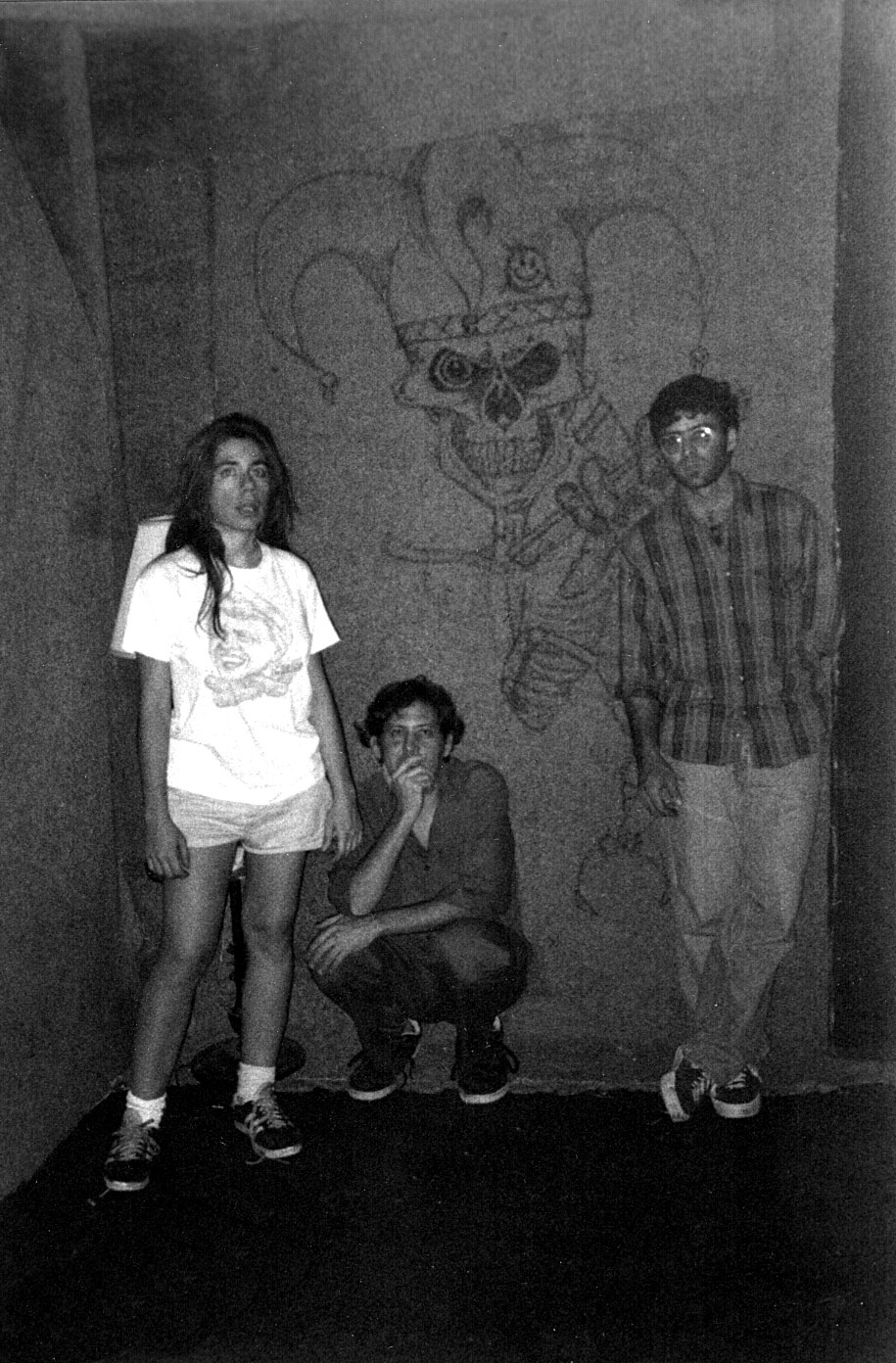
Harry Pussy en 1997.

Harry Pussy est un groupe de noise rock originaire de Miami, en activité de 1992 à 1997. Les principaux membres étaient Bill Orcutt à la guitare et au chant et Adris Hoyos à la batterie et au chant. D'autres membres qui participèrent brièvement au projet furent Ian Steinberg à l'accordéon, puis Mark Feehan et Dan Hosker, qui alternèrent comme seconds guitaristes. Dans un premier temps, leurs disques sortirent sur le label Siltbreeze.
Leur musique, souvent violente et connotée sexuellement, est toujours très appréciée et eut une grande influence sur la scène noise rock. Il s'agit ainsi selon le magazine The Wire du « groupe de hardcore le plus extrême de l'ère post-punk ».

## Discographie

### Albums
- Harry Pussy (aka In an Emergency You Can Shit on a Puerto Rican Whore) (1993, Siltbreeze) 12"
- Ride a Dove (1996, Siltbreeze) 12"/CD
- What was Music? (1996, Siltbreeze) Le CD rassemble le premier 33 tours et le premier 45 tours et une compilation de titres
- Untitled (aka Tour or Fuck You or Fuck Blue Men) (1997, pas de label) 33 tours
- Live at Salon Zwerge (1998, Blackbean & Placenta) une seule face, 33 tours
- Live Fuck Love Songs (1998, Infinite Egg) 33 tours
- Live (1998, Cherry Smash) 10" - Note: dernier concert, Churchill's, Miami 5/5/97
- Let's Build a Pussy (1998, Blackbean & Placenta) 2X12"
- You'll Never Play This Town Again: Live, Etc. (CD, 2008, Load, compilation de live et faces B)

### Singles et EP
- Untitled (aka Nose Ring) (1993, Esync) 45 tours
- Untitled (aka Girl Holding Frog) (1993, Esync) 45 tours
- Please Don't Come Back from the Moon b/w Nazi USA (1994, Blackjack) 45 tours
- Untitled (aka Miami Style) (1994, Planet) 45 tours
- Split w/ Noggin (1994, Chocolate Monk) 7"
- Zero de Conduite (1995, Audible Hiss) 2x45 tours
- Black Ghost (1996, Siltbreeze) one sided 45 tours
- Split avec Bunny Brains (1996, Brutarian) 45 tours
- Split avec Frosty (1998, Menlo Park) 45 tours
- Split avec Pelt (1998, Klang) 45 tours
- Chuck +1 b avec Mandolin (1998, De Stijl) 45 tours
- Wreck Small Cocks on Expensive Pussies collaboration avec Cock E.S.P. (1998, Freedom From) Lathe

### Cassette
- Vigilance (1993, Chocolate Monk)

### Vidéo
- Live Fuck Love Songs (1998, Hell's Half Halo) VHS

### Compilations
- Music Generated by Geographical Seclusion and Beer (1993, Esync)
- Bulb/Blackjack Split #2 7" (1996, Bulb Records/Blackjack Records) Piste - "Orphans (live in CA)"
- Bananafish Mag. #9 7" - Piste "rehearsing the white improviser"
- Cool Beans Mag. #6 7" - NOTE-Same material as track 5 on Frog 7"
- Whump Mag. #1 2X7 - Piste "psychokiller (pt.s 1 & 2)"
- KAOS Theory (1997, Cottlestone Pie)
- KSPC: the Basement Tapes Volume 2 Live Underground - Piste "Nazi USA" (1997,KSPC) CD
- Prayer Is the Answer (1998, 777 was 666)
- RRR-500 Lock Grooves (1998, RRRecords) 12"
- Tarot or Aorta: Memories of a PRE Festival (2003, Smack Shire) CD

### Bootleg
- Live on WNUR
- Final Recording Session, Atlanta-3/5/97